# Marko Mesić (vojnik)
Marko Mesić (Bjelovar, 30. rujna 1901. – Zagreb, 9. veljače 1982.), bio je hrvatski vojnik, časnik u vojskama Kraljevine Jugoslavije, Nezavisne Države Hrvatske, te komunističke Jugoslavije.

## Životopis
Rođen je u Bjelovaru 30. rujna 1901., u vrijeme Austrougarske monarhije kao sin Franje i Katarine rođene Blau. Počeo je vojno školovanje u Pečuhu pa nastavio u Karlovcu i Mariboru i na kraju u Beogradu. Završio časničke škole Kraljevine Jugoslavije i Vojnu Akademiju u Beogradu kao topnički časnik. Služio je i napredovao kao časnik u vojsci Kraljevine Jugoslavije. Drugi svjetski rat ga nalazi u Nišu kao aktivnog topničkog pukovnika na granici s Bugarskom.
Nakon kratkotrajnog Travanjskog rata i proglašenja NDH u proljeće 1941., Mesić se pridružuje Hrvatskom domobranstvu u Varaždinu.

## Pripadnik 369. pukovnije na Istočnom bojištu 1941. – 1943.
Nakon njemačkog napada na SSSR dodijeljen je na samom početku 369. pojačanoj pješačkoj pukovniji, jedinici vojske NDH koja se u sastavu 100. lake divizije njemačkog Wehrmachta borila protiv Sovjetske Crvene armije na istočnom bojištu. Mesić prolazi nedostatnu ubrzanu obuku u Dollersheimu gdje je imao čin topničkog potpukovnika i zapovjednika nezavisnog topničkog odjela pukovnije. Cijela 369-a pukovnija pa i potpukovnik Mesić su ustvari formalno njemačka jedinica Wehrmachta s njemačkim vojnim oznakama i ustrojem jer NDH nije nikada bila priznata od SSSR-a.
Odlikovan je za hrabrost nakon Harkovske bitke njemačkim željeznim križem prvog reda i višestruko pismeno pohvaljen i odlikovan od Hrvatske i Njemačke komande i osobno od generala Sanne-a zapovjednika 100.te lake divizije za topničko umijeće tokom napredovanja po Rusiji i kasnije Staljingradske bitke.  General Sanne je pismeno pohvalio Mesićevu artiljerijsku jedinicu 21. i 22. veljače 1942. te je osobno 23. veljače 1942. uručio potpukovniku Mesiću željezni križ za hrabrost u borbi.  Zapovjednik 369. pukovnije pukovnik Markulj je zbog iscrpljenosti/bolesti 7. srpnja 1942. vraćen natrag u Hrvatsku a Mesić ga privremeno zamjenuje do dolaska Markuljevog nasljednika pukovnika Viktora Pavičića.

## Staljingradska bitka 1942./43.
Potpukovnik Mesić i topnički odjel pukovnije se smještaju kod Staljingradske zrakoplovne škole i obližnjeg groblja gdje provode većinu vremena od rujna 1942. do predaje Rusima krajem siječnja 1943. Izgleda da su u prvoj fazi napada na Staljingrad u rujnu i studenom 1942 podrumi škole i ispražnjeni grobovi poslužili kao priručni bunkeri.  Mesić odlazi na kratki odmor u Hrvatsku tokom studenog 1942. no vraća se u tada još ne opkoljeni Staljingrad 25.10.1942.   Mesić i njegova topnička podrška je prema sačuvanim pismenim dokumentima i pohvalama njemačkih zapovjednika bila često preciznija,  bolja i pouzdanija od njemačkih topnika zahvaljujući odličnoj koordinaciji topničkih motritelja i topova. Njemačka komanda Mesića (nakon već primljenog željeznog križa za hrabrost drugog reda) odlikuje i željeznim križem prvog reda.
U bitci za Staljingrad 369. pukovnija je pretrpjela teške gubitke i krajem siječnja 1943. nakon smjene i nerazjašnjenog nestanka pukovnika Pavičića, Mesić je postao njen posljednji zapovjednik. Nakon kapitulacije opkoljene njemačke 6. armije u Staljigradu, Mesić i nekoliko stotina (po njegovoj izjavi danoj 1948. oko 700) preostalih legionara 369. pukovnije su pali u rusko zarobljeništvo generala Vasiljeva. Od 106000 zarobljenih njemačkih vojnika poslije rata se vratilo u Njemačku samo nešto oko 5000 ili manje od 5%.

## Citat iz izvještaja pisanog 30. lipnja 1943. poručnika Rudolfa Baričevića
Poručnik Baričević je od samog početka časnik 369. pukovnije i napustio je Staljingrad 'u noći 22/23.1.1943.kao posljednji Hrvat'.  U svojem službenom inače dosta kritičnom i otvorenom izvještaju pisanom 30. lipnja 1943. Baričević piše o Mesiću sljedeće:
»Naš topnički odjel bio je uviek uz pješake, odnosno u našoj blizini.  Iztakao se već u prvim borbama kod Valkija a zatim u zimskoj vojni 1941/42.  U Staljingradu nalazio se kod groblja nedaleko od zrakoplovne škole. ..........  Konačno moram iztaknuti doista vitežki lik podpukovnika Marka Mesića koji je bio uzoran častnik velike stručne spreme, osobite hrabrosti i izkrenog domoljublja.  On je uživao ljubav svih boraca naše pukovnije, s njima i za njih je živio i valjda i umro.  Sudbina je imala pravo kad je odredila da je podpukovnik Mesić, i samo on, dostojan da povede našu slavnu pukovniju u njezinu posljednju borbu.«
Kako je u domovini Hrvatskoj potpukovnik Marko Mesić smatran mrtvim (kao i svi preostali legionari) posmrtno je od Poglavnika NDH odlikovan "Vojničkim redom željeznog trolista II stupnja s pravom na naslov viteza" (Hrvatski Narod br. 766/27 lipanj 1943 str 3) a već ranije od Nijemaca bio odlikovan "Željeznim križem prve klase".  NDH Mesića posmrtno promiče u čin pukovnika NDH.

## Zarobljeništvo u Rusiji 1943./1944.
Mesić i hrvatski zarobljenici se zajedno s njemačkim i rumunjskim i talijanskim zarobljenicima okupljaju u Beketovki na Volgi i kasnije marširaju u teškim zimskim uvjetima u okolicu Moskve pa u Krasnogorsk gdje Rusi okupljaju sve zarobljene Hrvate.  Mnogi umiru od posljedica zime, rana, skorbuta, tifusa i dizenterije.  Po Mesićevoj izjavi danoj RSUP-u tokom 1948 od oko 700 zarobljenih kod Staljingrada tu je samo oko 400 preživjelih legionara što bi značilo 40 % gubitaka u tom kratkom razdoblju.
Pod zapovjedništvom Marka Mesića je od Hrvata i ostalih Jugoslavena koji su zarobljeni u Njemačkoj vojsci ili su se našli u Rusiji tokom rata iz drugih razloga stvorena "1. jugoslavenska brigada" u SSSR-u koja je kasnije pripojena 4. jugoslavenskoj armiji i krajem 1944. prebačena na jugoslavenski (Srbija) front.  
Nije teško povjerovati da se dobar/veći broj bivših legionara dobrovoljno prijavio u tu jedinicu u uniformama Kraljevske Jugoslavenske vojske da bi izbjegao gotovo sigurnu smrt u ruskim zarobljeničkim logorima.  Većinu boraca i kompletni zapovjedni stožer jugoslavenske brigade su činili bivši legionari 369-te pukovnije i Lakog Prevoznog Zdruga zarobljenog u Rusiji.  

## Zapovjednik 1. jugoslavenske brigade JA 1944.
Po Titovom osobnom nalogu legionari su bačeni u najteže borbe 'da vide bivši fašisti kako se mi ovdje borimo protiv fašista već 4 godine'.[nedostaje izvor] Ostali pripadnici brigade i partizansko više zapovjedništvo i svi časnici s negodovanjem i otvorenom mržnjom gledaju na gotovo 100-tnu zapovjednu 'kliku' bivših ustaških fašističkih veterana Staljingrada kao što su potpukovnik Egon Žitnik bivši zapovjednik lakog prevoznog zdruga, major Marijan Tuličić (Mesićev topnički časnik u Staljingradu), staljingradski veterani poručnici Ivan Vadlja, poručnik Vlahov, poručnik Tahtašimov, Draženović, major Marijan Prišlin (Mesićev zamjenik u Staljingradu) i ostali.
Kada je u NDH vojsci otkriveno od prebjega iz partizanskih redova bivših pripadnika 369. pukovnije da je proslavljeni pukovnik NDH i visoko odlikovani heroj i vitez Staljingrada postao časnik u Jugoslavenskoj partizanskoj vojsci, Mesićevo ime je brisano s popisa časnika Hrvatskih oružanih snaga, a sva NDH odlikovanja su mu oduzeta. Tito je Mesića osobno primio 1944. i po izjavi svjedoka partizana dotada neviđeno ljut oštro kritizirao zbog sudjelovanja u fašističkoj vojsci.[nedostaje izvor]
Tito Mesića nije naredio kazniti, uhititi ili strijeljati što se dogodilo većini Mesićevih suboraca uključujući i Mesićevog kolegu i bivšeg zapovjednika pukovnika kasnije generala NDH Ivan Markulja strijeljanog u Beogradu 1945.
Pukovnika Mesića i većinu legionarskih časnika partizani smjenjuju u Beogradu krajem 1944. i stavljaju ga 'na raspolaganje'. Nakon kraja rata 1945. otpušten je iz JA i živio je kao vojni umirovljenik u Zagrebu. UDBA i JA mu 'opraštaju' fašističku prošlost sve do 1948. kad ga nakon rezolucije Informbiroa UDBA počinje progoniti i ispitivati. Navodno je 1948. uhićen (kao i većina časnika s bilo kakvom ruskom prošlosti) zbog sumnje da je informbiroovac ili ruski agent a 'oprošteno' mu je njemačko vojno iskustvo.  U neobjašnjenim okolnostima navodno je 1950. godine na Zagrebačkom glavnom kolodvoru pao pod vlak (gurnut ili tijekom bijega?) na tračnice i vlak mu je odsjekao obje noge, vjerojatno tijekom sprovođenja na saslušanje u Beograd.
Živio je poslije kod brata u Zagrebu kao teški invalid i umro je mnogo godina kasnije, 9. veljače 1982. Pokopan je u grobnici na Mirogoju.

## Vanjske poveznice
- Pukovnik Markulj i Mesić vjerojatno u Rusiji  Arhivirana inačica izvorne stranice od 5. ožujka 2016. (Wayback Machine)
- Originalna skica položaja 369 pukovnije 24 i 25.11.42.  Arhivirana inačica izvorne stranice od 24. rujna 2015. (Wayback Machine)
- Originalna skica mjesta stanovanja u Staljingradu 369 pukovnije.
- Enemy at the Gates - proslavljeni film o duelu snajperista u Crvenom Oktobru koji se odvija na području borbenog rasporeda 369. pukovnije.
- Slike i dosta stari nepotpuni/krivi tekst na engleskom o pukovniji.
- search za " kroatische ostfront " daje neke rijetko viđene slike 369 pukovnije